# 一鱗堂年一
一鱗堂 年一（いちりんどう としかず、生没年不詳）とは、明治時代の浮世絵師。

## 来歴
月岡芳年の門人。明治19年（1886年）頃に芳年が27名の門人に宛てて出した書状（芳年門人一覧）に、「浅草御厩河岸　一鱗堂年一殿」とある。明治31年（1898年）建立の月岡芳年翁之碑には「年一」の名が「芳年社中故門人」と「芳年門人」の二箇所にあり、また芳年の門人には他に静斎と号した細木年一がいる。月岡芳年翁之碑にある二人の「年一」は、一鱗堂年一と細木年一にあたると見られるが、いずれが「故門人」となっていたのかは不明である。